# 宇通集團
鄭州宇通集團有限公司（简称宇通集团）是中國的大型客車企業集團。旗下企業包括宇通客車、宇通重工、宇通专用车、精益达、绿都置业、国家电动客车电控与安全工程技术研究中心。宇通集團現有總資產約59.83億人民幣。
2016年8月，在全国工商联发布“2016中国民营企业500强”榜单中，宇通集团以382亿元的收入排名第105位。